# 堀直知 (対馬守)
堀 直知（ほり なおとも、元禄2年（1689年） - 宝暦8年2月28日（1758年4月6日））は江戸時代中期から後期の旗本。堀直昭を祖とする須坂藩主家堀氏分家の当主。諱は直生、直知。通称は平八郎、八郎右衛門。官位は従五位下対馬守。父は堀直方。母は堀直治の娘。正室は大草高久の娘。子は堀直与、坂本貞時、庄九郎、堀直信、娘（熊本藩士沢村大九郎の妻）。
第21代山田奉行などを勤める。

## 生涯
父の直方は熊本藩重臣沢村氏で旗本堀家の婿養子となる。なお直知の母方堀家は、先祖の直昭の従兄弟にあたる舎人が熊本藩士、直知の母方祖父の直治が熊本藩士佐久間氏の養子となっており関係が深い。なお熊本藩主細川重賢の藩政改革に貢献した堀勝名（平太左衛門）との関係は不明である。
元禄5年（1692年）にはとこにあたる堀直持が廃嫡となったことで熊本藩士佐久間氏の養子となっていた祖父の堀直治が旗本堀家に戻り、直知の大叔父にあたる堀直依の養子となる。宝永3年（1706年）に徳川綱吉に初めて御目見えを済ませ、宝永6年4月6日（1709年5月15日）に小姓組番士、同年12月27日（1710年1月26日）に小納戸に転じるが、徳川家継の死により享保元年（1716年）に小姓組番士に戻る。享保11年（1726年）に小姓組組頭へ就任して布衣を許可され、享保13年（1728年）に徳川吉宗の日光山参詣に供奉した。
享保15年（1730年）に目付に転じて、享保18年（1733年）に保科正純の後任として山田奉行に就任して同年12月15日（1734年1月19日）に従五位下対馬守に叙任される。元文3年2月27日（1739年4月15日）に配下の者から金子を借り受けたこと等が問題視されて山田奉行を免職、小普請に降格となった上で同年10月16日まで閉門処分となる。
寛延元年（1748年）に長男の直与が死去し、直知自身も宝暦8年（1758年）に死去。享年70。跡は直信が継いだ。